# Idrottsföreningen Saab
L'IF Saab è stata una società polisportiva svedese con sede a Linköping. Fondata nel 1941, prende il nome dall'omonimo gruppo industriale.
Nel corso degli anni la polisportiva è stata attiva nelle seguenti discipline: atletica leggera, bandy, calcio, ciclismo, ginnastica, orientamento, pallamano, pugilato, sci di fondo, tennis, tennistavolo.

## Storia

### Calcio
La divisione calcistica dell'IF Saab giocò una stagione in Allsvenskan, il massimo campionato nazionale, nel 1973 (lo stesso anno in cui la divisione della pallamano vinse il suo secondo scudetto). Quella stagione fu la terza e l'ultima sotto la guida dell'allenatore Gunnar Nordahl (che fu uno dei giocatori storici del calcio italiano e svedese), ma la squadra terminò ultima e dovette tornare in seconda serie.
Nel 1981 ci fu una fusione con un'altra squadra della cittadina di Linköping, il BK Derby, che diede vita al Linköpings FF.

### Pallamano
La divisione relativa alla pallamano fu campione di Svezia in tre occasioni (nel 1968, nel 1973 e nel 1974).
Il 17 agosto 1995 il club è stato riorganizzato, e assunse una nuova denominazione: HF Linköpings Lejon.

#### Palmarès

##### Titoli nazionali
- Campionato svedese di pallamano: 3
  - 1967-68, 1972-73, 1973-74.